# ジョアン・ドナート
ジョアン・ドナート・ジ・オリヴェイラ・ネト（ポルトガル語: João Donato de Oliveira Neto、1934年8月17日 - 2023年7月17日）は、ブラジルのミュージシャン。

## 経歴
1934年にアマゾン奥地のアクレ州で生まれ、その後リオデジャネイロ州に移り住む。10代の頃にはアコーディオンを演奏したり作曲したりもしていた。1949年、15歳のときに初録音。

### 1950年代
20歳頃にはピアノの演奏をし始め、トロンボーンもマスター。1956年、オデオン・レコードにファースト・アルバムである「シャ・ダンサンチ(Cha Dançante)」を録音。
1959年に渡米。元々スタン・ケントンにあこがれていた彼は、カルフォルニアで生活を始める。ティト・プエンテらのバンドに参加し、曲を提供するなどしていた。

### 1960年代
彼は1963年にブラジルに一時帰国、ピアノ・トリオとパーカッションの組み合わせでポリドール・レコードに「ムイト・ア・ヴォンターヂ」と「ア・ボッサ・ムイト・モデルナ」の2枚を録音。その後、ジョアン・ジルベルトと共にイタリアをツアーし、1965年、アメリカに「ザ･ニュー・サウンド・オブ・ブラジル」を録音するなどした。

### 1970年代の初期
ボサノヴァ・ブームも去った1970年、ドナートは「ア・バッド・ドナート」を録音。このサウンドは後に「クロスオーバー/フュージョン」の名で呼ばれることになる。この後、13年間アメリカに滞在していたドナートはブラジルに帰国。そして1973年、オデオン・レコードに「ケン・エ・ケン」を録音した。この録音は、マルコス・ヴァーリがドナートからの「ブラジルでのレコーディングを考えているから企画してくれないか」という電話から実現したもの。ヴァーリが当時契約していたEMIブラジル（オデオン・レコード）にその旨を話すと最初は拒否されたものの、「マルコス・ヴァーリが責任を持ってプロデュースする」という条件で快諾、録音に至った。
当時のEMIブラジルでは、プロデュースできる権限があるのは社員のみという規定があったため、マルコス・ヴァーリはアシスタント・プロデューサーとして参加している。
映画「黒いオルフェ」のサウンド・トラックに参加したアーティスト、アゴスチーニョ・ドス・サントスのアイデアにより、ドナートは「ケン・エ・ケン」で人生初のヴォーカルに挑戦するが、その後はしばらく隠遁する。

### 1990年代から死去まで
1998年ごろから、ジョアン・ドナートは再び音楽界に復帰、様々なレーベルに録音を残す。2001年には、エレファント・レコードからクラウジオ・スローンのアイデアにより、3作のアルバムが立て続けにリリースされるなど、精力的に活動していた。
2023年7月17日、リオデジャネイロで死去した。88歳没。肺炎のため入院していた。